# Edmé-Martin Vandermaesen

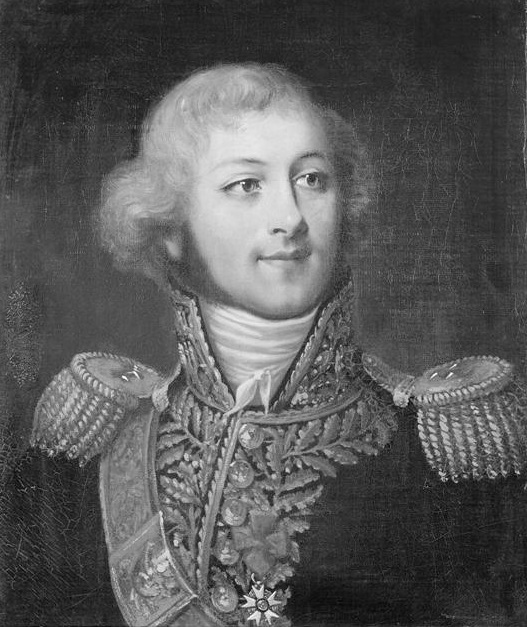
General Lubin Martin Vandermaesen

Lubin-Martin Vandermaesen (* 11. November 1766 in Versailles; † 1. September 1813 bei San Marcial) war ein französischer Général de division der Infanterie.

## Leben
1792 trat Vandermaesen als Freiwilliger in die Armee ein und konnte sich sehr schnell auszeichnen; bereits 1792 kämpfte er im Rang eines Lieutenants in der Schlacht bei Wissembourg (13. Oktober 1793).
Nach erneuten Beförderungen wechselte Vandermaesen in den Stab von General Claude Ignace François Michaud und kämpfte in mehreren Schlachten, in denen er auch verwundet wurde.
Nach dem Friedensvertrag von Amiens (25./27. März 1802) entsandte ihn Napoleon in die östlichen Kolonien. Am 6. März 1803 segelte Vandermaesen von Brest aus nach Puducherry in Indien; eingeplant waren längere Aufenthalten auf Île de France und Réunion.
Nach der Seeschlacht von Grand Port (23. August 1810) konnte Vandermaesen wieder nach Frankreich zurückkehren. Nach einer weiteren Beförderung kam er in den Stab von General Marie-François Auguste de Caffarelli du Falga.
Ab 1812 war Vandermaesen in den Napoleonischen Krieg in Spanien abkommandiert. Unter Führung von General Bertrand Clausel kämpfte er in Nordspanien, später kam er zu Marschall Nicolas Jean-de-Dieu Soult. In der Schlacht von San Marcial (31. August 1813) wurde Vandermaesen sehr schwer verwundet und starb am darauffolgenden Tag im Feldlazarett am Rande des Schlachtfeldes.

## Ehrungen
- 26. März 1804 Chevalier der Ehrenlegion
- Sein Name findet sich am nördlichen Pfeiler (1. Spalte) des Triumphbogens am Place Charles-de-Gaulle (Paris).